# Coppa del Generalissimo 1952-1953
La Copa del Generalísimo 1952-1953 fu la 49ª edizione della Coppa di Spagna. Il torneo iniziò il 1º ottobre 1952 e si concluse il 21 giugno 1953. La finale si disputò allo Stadio Chamartín di Madrid dove il Barcellona vinse la Coppa per il terzo anno consecutivo.

## Squadre partecipanti

### Primera División
Le squadre di Primera División erano qualificate direttamente per gli ottavi di finale.

#### 12 squadre
| - Athletic Bilbao - Atlético Madrid - Barcellona - Espanyol - Racing Santander | - Real Madrid - Real Oviedo - Real Sociedad - Siviglia - Sporting Gijón | - Valencia - Real Valladolid |

### Segunda División

#### 32 squadre
| - Alavés - Alcoyano - Atlético Baleares - Barakaldo - Burgos - Cacereño - Caudal - CD Condal | - Córdoba - Gimnàstic - Granada - Hércules - Las Palmas - Linense - UE Lleida - CD Logroñés | - Maiorca - Melilla - Valencia Mestalla - Moghreb Tétouan - Orihuela Deportiva CF - Osasuna - Plus Ultra - Racing Ferrol | - Real Avilés - Real Murcia - Real Jaén - Sabadell - Salamanca UDS - Sant Andreu - Torrelavega - UD Huesca |

## Primo turno
|                 | Risultato |                       | Andata | Ritorno |  |
| --------------- | --------- | --------------------- | ------ | ------- |  |
| CD Condal       | 8 - 3     | Sant Andreu           | 3 - 0  | 5 - 3   |  |
| Burgos          | 4 - 2     | Plus Ultra            | 2 - 1  | 2 - 1   |  |
| Real Jaén       | 4 - 3     | Valencia Mestalla     | 3 - 0  | 1 - 3   |  |
| Maiorca         | 3 - 2     | Sabadell              | 3 - 1  | 0 - 1   |  |
| Hércules        | 4 - 1     | Orihuela Deportiva CF | 3 - 1  | 1 - 0   |  |
| Linense         | 3 - 2     | Atlético Baleares     | 3 - 0  | 0 - 2   |  |
| Racing Ferrol   | 3 - 1     | Salamanca UDS         | 2 - 0  | 1 - 1   |  |
| Real Murcia     | 8 - 5     | Cacereño              | 3 - 2  | 5 - 3   |  |
| Caudal          | 1 - 2     | Real Avilés           | 1 - 1  | 0 - 1   |  |
| Moghreb Tétouan | 4 - 6     | Melilla               | 2 - 4  | 2 - 2   |  |
| Barakaldo       | 8 - 3     | Torrelavega           | 5 - 3  | 3 - 0   |  |
| Osasuna         | 5 - 9     | Alavés                | 5 - 4  | 0 - 5   |  |
| Granada         | 7 - 2     | Alcoyano              | 4 - 0  | 3 - 2   |  |
| CD Logroñés     | 5 - 2     | UD Huesca             | 3 - 0  | 2 - 2   |  |
| UE Lleida       | 3 - 2     | Gimnàstic             | 3 - 1  | 0 - 1   |  |
| Córdoba         | 4 - 5     | Las Palmas            | 3 - 2  | 1 - 3   |  |

## Secondo turno
|               | Risultato |             | Andata | Ritorno | Spareggio             |  |
| ------------- | --------- | ----------- | ------ | ------- | --------------------- |  |
| Alavés        | 2 - 2     | Burgos      | 1 - 0  | 1 - 2   | 2 - 2 / 2 - 2 / 3 - 0 |  |
| Racing Ferrol | 4 - 6     | Real Avilés | 3 - 1  | 1 - 5   |                       |  |
| UE Lleida     | 0 - 2     | CD Condal   | 0 - 0  | 0 - 2   |                       |  |
| Barakaldo     | 4 - 3     | CD Logroñés | 3 - 2  | 1 - 1   |                       |  |
| Las Palmas    | 5 - 2     | Maiorca     | 4 - 1  | 1 - 1   |                       |  |
| Granada       | 7 - 3     | Linense     | 4 - 1  | 3 - 2   |                       |  |
| Real Murcia   | 2 - 1     | Hércules    | 2 - 0  | 0 - 1   |                       |  |
| Melilla       | 2 - 6     | Real Jaén   | 2 - 1  | 0 - 5   |                       |  |

## Terzo turno
|             | Risultato |             | Andata | Ritorno |  |
| ----------- | --------- | ----------- | ------ | ------- |  |
| Alavés      | 5 - 1     | Real Avilés | 5 - 1  | [ 1 ]   |  |
| Real Murcia | 1 - 0     | Las Palmas  | 1 - 0  | 0 - 0   |  |
| Barakaldo   | 6 - 0     | CD Condal   | 6 - 0  | [ 1 ]   |  |
| Real Jaén   | 3 - 7     | Granada     | 1 - 3  | 2 - 4   |  |

## Ottavi di finale
|                | Risultato |                  | Andata | Ritorno |  |
| -------------- | --------- | ---------------- | ------ | ------- |  |
| Real Sociedad  | 4 - 3     | Real Valladolid  | 3 - 1  | 1 - 2   |  |
| Alavés         | 2 - 9     | Athletic Bilbao  | 2 - 4  | 0 - 5   |  |
| Barakaldo      | 6 - 4     | Real Oviedo      | 4 - 2  | 2 - 2   |  |
| Sporting Gijón | 2 - 4     | Espanyol         | 1 - 0  | 1 - 4   |  |
| Barcellona     | 6 - 1     | Valencia         | 5 - 0  | 1 - 1   |  |
| Granada        | 2 - 7     | Racing Santander | 1 - 1  | 1 - 6   |  |
| Real Madrid    | 7 - 1     | Real Murcia      | 4 - 0  | 3 - 1   |  |
| Siviglia       | 3 - 5     | Atlético Madrid  | 1 - 1  | 2 - 4   |  |

## Quarti di finale
|                  | Risultato |                 | Andata | Ritorno |  |
| ---------------- | --------- | --------------- | ------ | ------- |  |
| Espanyol         | 5 - 6     | Atlético Madrid | 3 - 1  | 2 - 5   |  |
| Barakaldo        | 2 - 7     | Athletic Bilbao | 1 - 1  | 1 - 6   |  |
| Real Madrid      | 5 - 3     | Real Sociedad   | 4 - 0  | 1 - 3   |  |
| Racing Santander | 1 - 3     | Barcellona      | 1 - 0  | 0 - 3   |  |

## Semifinali
|             | Risultato |                 | Andata | Ritorno |  |
| ----------- | --------- | --------------- | ------ | ------- |  |
| Real Madrid | 3 - 4     | Athletic Bilbao | 2 - 2  | 1 - 2   |  |
| Barcellona  | 9 - 3     | Atlético Madrid | 8 - 1  | 1 - 2   |  |

## Finale
| Arbitro: | Rafael García Fernández |

|                        |           |              |
| Kubala 46’ Manchón 57’ | Marcatori | 61’ Venancio |